# 戴歷克·史密夫
戴歷克·史密夫（英語：Derrick Smith，1991年11月26日—），美屬維爾京群島足球運動員，司職後衛，現時效力於大學生足球隊匹茲堡黑豹。

## 生涯
2011年，史密夫加入大學生足球隊匹茲堡黑豹。
他在2011年首次代表美屬維爾京群島在國際賽事披甲。